# Spitzenjabot
Als Spitzenjabot bezeichnet man ein Jabot, eine Art „Lätzchen“, das Funkenmariechen bzw. Tanzmariechen oder auch Gardetänzer zu ihrer Uniform unterhalb des Halses tragen.

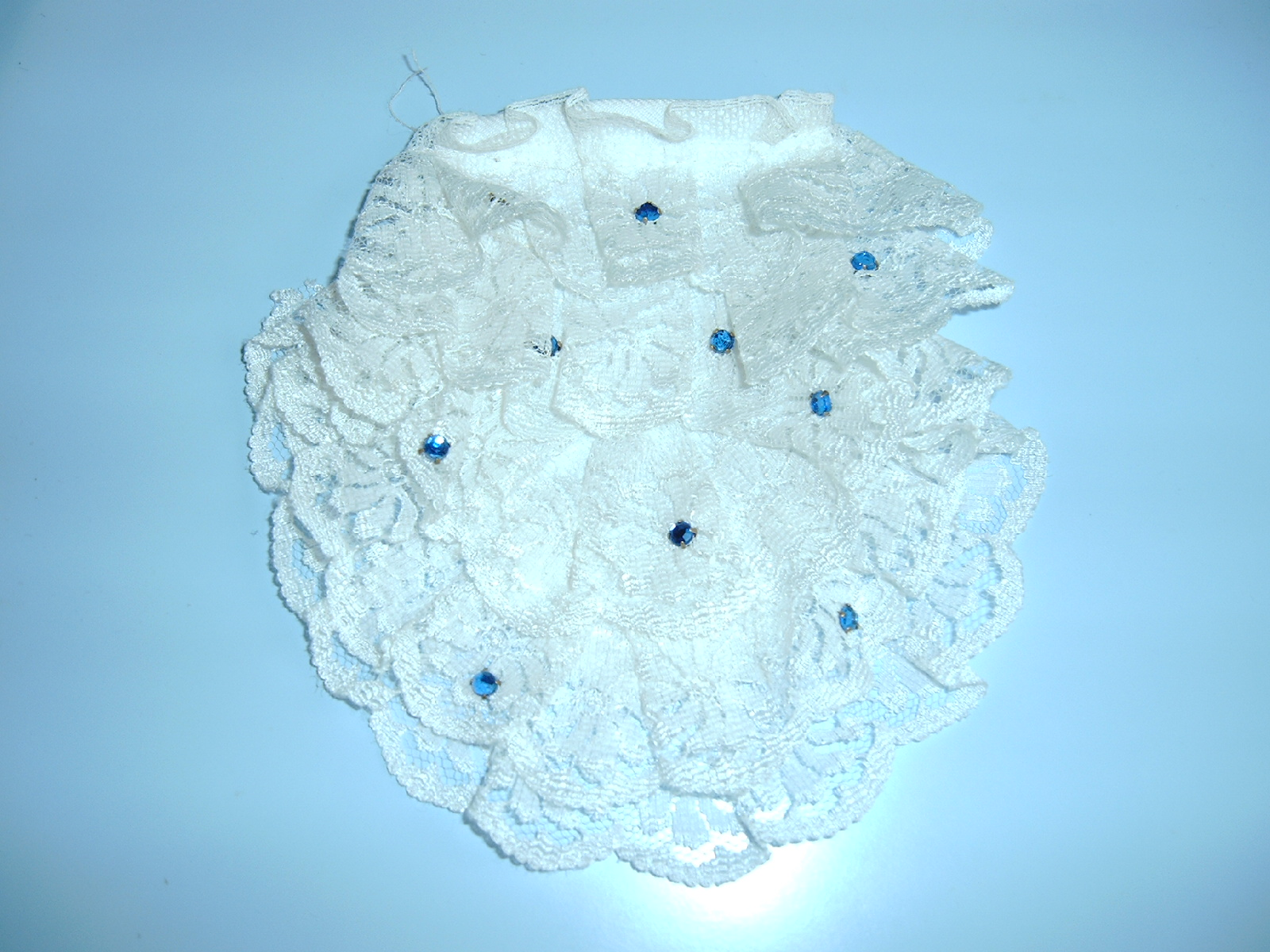
Mit Strasssteinen besetztes Spitzenjabot einer modernen Garde-Uniform

## Aussehen und Machart
Das Spitzenjabot wird meist aus Spitzenband, das leicht überlappend übereinander genäht wird, gefertigt.
Spitzenjabots gibt es in verschiedenen Größen und Ausführungen, wobei die moderneren Ausführungen eher kleiner sind als früher.
Meist sind die Jabots weiß, werden aber auch oft in anderen Farben gefertigt oder mit Strasssteinen besetzt.
Am Niederrhein nennt man das Jabot „Bäffgen“ (siehe Beffchen).

## Befestigung
Manche Spitzenjabots werden einfach um den Hals gebunden, andere haben ein Band, das um den Hals gelegt und mit einem Druckknopf oder einem Klettverschluss verschlossen wird. Viele Jabots werden aber auch direkt an die Uniform geknöpft, wie auch das auf dem Foto abgebildete Jabot.